# 뒤돌아보면 녀석이 있다
《뒤돌아보면 녀석이 있다》(일본어: 振り返れば奴がいる)는 1993년 1월 ～ 3월에 후지 TV 계열에서 수요일 21:00～21:54(수요극장)에 방영된 TV 드라마이다. 총 11회로 구성되었으며, 평균 시청률은 16.8%, 최고 시청률 22.7%(마지막회)를 기록했다. 1993년 12월 29일에 스페셜 드라마가 방송되었다.

## 각본
텐신로(일본어: 天真楼)병원을 무대로 대조적인 성격을 가진 두 의사의 싸움을 다룬 드라마이다. 각본을 담당한 미타니 코우키는 이 작품이 골든타임 첫 연속 드라마 작품이었지만, 시나리오가 현장에서 자꾸 바뀌어 가는 것에 충격을 받아, 이 경험을 바탕으로 《웰컴 미스터 맥도날드》 시나리오를 썼다고 한다.
이시하라 타카시 프로듀서는 미타니가 희극 전문이었다는 것을 모르고 진지한 메디컬 드라마를 의뢰했기 때문에, 각본에서 많은 부분을 변경하게 되어 '미타니 씨에게 죄송하다'고 후에 말했다.
원래 미타니는 희극밖에 써 본 적이 없고, 급히 정해지게 된 것이라 아무런 준비도 되지 않았다고 한다. 프로듀서에게는 '의학은 《블랙 잭》밖에 모른다'고 거절했지만, 그래도 괜찮다고 하며 떠밀려서 쓰게 되었다고 한다. 그래서 쓰는 동안 많이 힘들었고, 후반에는 시나리오 1편을 10일에 걸쳐 쓰게 되었다고 한다.
이 작품의 성공을 바탕으로 미타니가 원하던 '콜롬보 같은 미스터리'로 《후루하타 닌자부로》가 제작되었다.

## 등장인물
- 시바 코타로 (司馬 江太郎, 27）[2]：오다 유지
아직 20대 후반의 헤비 스모커 청년이며 뛰어난 솜씨로 유명한 외과 의사이다. 오만불손한 태도로 이시카와와 사사건건 대립한다. 예전에는 이시카와 같은 밝은 성격을 가진 의사였지만, 대학 병원 시절 연구실 담당 교수였던 나카가와의 수술 실수를 덮어쓰게 되고, 그 뒤로 인격이 바뀌었다. 어릴 때 아버지가 췌장암으로 식물인간 상태가 되었다. 살릴 수 없는 환자의 연명에 대해서 부정적이다. 마지막에 칼에 찔리지만, 스페셜 드라마를 포함하여 생사가 확실하지 않다.
- 이시카와 켄 (石川 玄, 27）：이시구로 켄
캔자스주에서 온 정의감 넘치는 의사이다. 시바의 방식을 인정하지 못하고, 시바를 몰아내려고 한다(단, 시바의 수술 실력만은 인정한다.). 환자, 간호사에게도 평판이 좋고, 일부를 제외하고는 의사들과도 사이가 좋다. 시바는 손이 느리다고 하지만, 일류급 의사이다. 스킬스 위암 수술 후 폐경색으로 마지막화에서 사망한다.
- 오오츠키 사와코 (大槻 沢子, 26）：센도 아키호
마취의로 시바와는 예전에 5년간 사귀어 '결혼 직전까지 갔던' 사이지만, 나카가와 교수와의 일에 대해서는 모르고 있었다. 병원 안에서는 어떤 파벌에도 속하지 않지만, 가끔 시바의 편이 되어준다. 낙담하는 이시카와를 격려하고, 독단적으로 행동하는 시바에 대해서는 이해하기도 하고, 때로는 반발하기도 한다. 시바에 대해 누구보다도 잘 알고 있고, 등장인물 중에서는 시바와 가장 가깝게 대했다.
- 미네 하루미 (峰 春美, 25）：마츠시타 유키
레지던트 의사로 남몰래 이시카와를 좋아하고 있다.
- 히라가 유이치 (平賀 友一, 35）：니시무라 마사히코
텐신로 병원의 주임 의사로, 실력은 있지만 시바와 이시카와의 대립으로 부주임으로 강등된다. 이 때, 시바를 계단에서 밀어 다치게 한다. 기회주의자의 면모를 보이며 권력을 가진 시바를 싫어하면서도 그에게 달라붙어 있었다. 나카가와를 농락한 시바의 술수로 뇌물을 받았다는 죄를 덮어 쓰고 병원에서 잘리게 된다. 그리고 마지막회 마지막 장면에서 시바를 흉기로 뒤에서 찌른다.
- 이나무라 히로시 (稲村 寛, 33）：사토 B사쿠
원래는 텐신로 병원의 환자였으나, 다른 환자들의 상담을 잘 해주어 그대로 사회복지 지도원이 되었다.
- 야마무라 타다미츠 (山村 忠光, 34）：미야자와 후타로
텐신로 병원의 방사선과 의사로, 평소에는 안경을 쓰고 있다. 이시카와의 병을 가장 빨리 눈치 챈 사람 중 하나이다.
- 사사오카 시게사부로 (笹岡 繁三郎, 41）：사카모토 아키라
시바가 담당한 암 환자로 죽음이 머지 않았음을 느끼고 가족들에게 부담이 될 것이라 생각하여 시바에게 상담하고 리빙 윌[3]을 제출할 것을 권유 받는다. 그러나 제출하기도 전에 위험한 상태가 되어 가족들은 연명 조치를 원하지만, 고통에 시달리는 모습을 보다 못한 시바가 극약 처방을 한다.
- 호시노 료코 (星野 良子, 27）：나카무라 아즈사
오토 제약 영업사원으로 처음에는 나카가와에게, 후에는 시바에게 아첨한다.
- 나카가와 쥰이치 (中川 淳一, 45）：카가 타케시
'텐신로 병원 외과부장'이라는 빛나는 지위에 있는 의사이다. 시바의 대학 시절의 은사였지만, 예전 수술에서 있었던 실수로 인해 손을 떨게 되어 그 뒤로는 어떤 이유를 대서든 수술을 하지 않고 있다. 또한 나카가와는 후에 미타니 코우키의 작품 《후루하타 닌자부로》 1기의 8화에 등장하여 살인사건을 일으키고 체포된다.

## 스탭
- 기획：이시하라 타카시, 스즈키 요시히로 (2화~)
- 프로듀서：세키구치 시즈오
- 프로젝트 프로듀서：와타나베 미츠오
- 각본：미타니 코우키
- 연출：와카마츠 세츠로, 코노 케이타, 키노시타 타카오
- 음악：S.E.N.S., 사와치카 타이스케, 야카베 타츠나리, 아스카 료

## 음악

### 주제가
- 〈YAH YAH YAH〉

차게 앤 아스카 작사・작곡：아스카
200만장 이상 판매된 인기곡이 되었다.

### 삽입곡
- 〈너는 아무것도 모르는 채로(君はなにも知らないまま)〉

차게 앤 아스카 작사：아오키 세이코 ・작곡：차게
싱글 〈YAH YAH YAH〉의 커플링곡으로 앨범 《RED HILL》에 수록되어 있다.

### 스페셜
- 〈왠지 너는 돌아오지 않아(なぜに君は帰らない)〉

차게 앤 아스카 작사・작곡：ASKA

## 부제 및 시청률
| 회차   | 방송일    | 부제                                                               | 시청률 | 연출            |
| ------ | --------- | ------------------------------------------------------------------ | ------ | --------------- |
| 제1회  | 1월 13일  | 너가 싫어 (おまえが嫌いだ)                                         | 12.7%  | 와카마츠 세츠로 |
| 제2회  | 1월 20일  | 너가 죽인 거야 (おまえが殺したんだ)                                | 16.7%  | 코노 케이타     |
| 제3회  | 1월 27일  | 추궁하다 (追いつめる)                                              | 14.8%  | 와카마츠 세츠로 |
| 제4회  | 2월 3일   | 죽고 싶어하는 환자 (死にたがる患者)                                | 16.0%  | 코노 케이타     |
| 제5회  | 2월 10일  | 치명적인 실패 (致命的な失敗)                                       | 16.6%  | 키노시타 타카오 |
| 제6회  | 2월 17일  | 과거에 뭔가 있었다 (過去に何があった)                              | 16.6%  | 코노 케이타     |
| 제7회  | 2월 24일  | 알림 (告知)                                                        | 17.2%  | 와카마츠 세츠로 |
| 제8회  | 3월 3일   | 신기록 (新記録)                                                    | 16.1%  | 코노 케이타     |
| 제9회  | 3월 10일  | 패배 (敗北)                                                        | 16.8%  | 와카마츠 세츠로 |
| 제10회 | 3월 17일  | 마지막 대결 (最後の対決)                                           | 18.8%  | 코노 케이타     |
| 최종회 | 3월 24일  | 이별 (일본어: 別離)                                                | 22.7%  | 와카마츠 세츠로 |
| 스페셜 | 12월 29일 | 뒤돌아보면 녀석이 있다 마지막 싸움 (振り返れば奴がいる 最後の戦い) |        | 와카마츠 세츠로 |